# Атаджанов, Джумадурды
Джумадурды Атаджанов — советский хозяйственный, государственный и политический деятель, Герой Социалистического Труда.

## Биография
Родился в 1913 году. Член ВКП(б) с 1940 года.
С 1931 года — на хозяйственной, общественной и политической работе. В 1931—1969 годах — бригадир хлопководческой бригады, председатель колхоза «Москва», председатель колхоза имени Хрущёва Марыйского района Марыйской области Туркменской ССР.
Указом Президиума Верховного Совета СССР от 14 февраля 1957 года за выдающиеся успехи в деле развития советского хлопководства присвоено звание Героя Социалистического Труда с вручением ордена Ленина и золотой медали «Серп и Молот».
Избирался депутатом Верховного Совета СССР 5-го и 6-го созывов, Верховного Совета Туркменской ССР 7-го созыва.
Умер в ноябре 1969 года.